# Nicolás Olivari
Nicolás Olivari (n. Buenos Aires, 8 de septiembre de 1900 – f. íb; 22 de septiembre de 1966) fue un escritor y poeta argentino.

## Biografía
Nicolás Olivari es considerado uno de los integrantes del Grupo Boedo qué publicaban en la Editorial Claridad y se reunían en el Café El Japonés. Comenzó su carrera literaria con Carne al sol, colección de cuentos publicada en 1922. En 1924, Modesto H. Álvarez publicó su primer poemario, La amada infiel, eslabón inicial de un arco lírico que se continuó, a lo largo de los años 20, La musa de la mala pata (Martín Fierro, 1926) y El gato escaldado (Manuel Gleizer Editor, 1929). 
Usó el pseudónimo de Diego Arzeno para firmar tangos y algunos de sus textos periodísticos. Nació en Buenos Aires el 8 de septiembre de 1900 y allí falleció el 22 de septiembre de 1966. Poeta, periodista y guionista de radio y cine. Desde muy joven abrazó la carrera periodística colaborando en Crítica, El Pregón, Noticias Gráficas, Reconquista, La Ëpoca, El Laborista, Democracia, como crítico teatral y a veces desempeñándose como jefe de redacción. También lo hizo en revistas varias y radios.
En colaboración con Enrique escribió para el teatro Un Auxilio en la 34 , estrenada en 1927 en el "Nuevo" y con Raúl González Tuñón, Dan tres vueltas y luego se van (1934). Además, son suyas las piezas Amargo Exilio, Tedio, Irse, La pierna de plomo. Con Roberto Valenti  adaptó para la radio Hormiga Negra y El Morocho del Abasto (obra referida a Carlos Gardel), esta última llevada al cine posteriormente como El morocho del Abasto (La vida de Carlos Gardel). Olivari actuó en los filmes Emigrantes dirigido en 1948 por Aldo Fabrizi y en El tango en París, dirigida por Arturo S. Mom.
Tradujo asimismo numerosas obras del teatro europeo.
A pesar de su labor periodística y teatral su nombradía la logró en los libros, especialmente en los que volcó su sentir poético.
El primero que dio a luz fue La Amada Infiel, libro de versos aparecido en 1924. Luego, La Musa de la mala pata, El gato escaldado, Diez poemas sin poesía, Los poemas rezagados, Pas de quatre; los libros de cuentos: Esta noche es nuestra, La mosca verde, El Almacén, El hombre de la baraja y la puñalada, y el collar de estampas porteñas, Mi Buenos Aires Querido, su obra póstuma. 
No podía estar ausente, un poeta porteño como él, de la musa  ciudadana y escribió la letra de algunos tangos: el primero se llamó "Tengo Apuro"(1927), que hizo con Enrique González Tuñón y Antonio Scatasso  para ser cantado en "Un auxilio en la 34"; entre otros se destacan "Cuarenta Entradas" con música de José López Ares y el popularísimo "La Violeta" (1929) que grabó Carlos Gardel. Otros con su seudónimo los musicalizaron: Cobián, Visca, di Sarli, Donato, De los Hoyos, Pecci, etc.
Respecto al último citado tango y su grabación por Gardel, dijo lo siguiente:

"A pesar de mi intensa vida de periodista, nunca tuve la suerte de conocer personalmente a Carlos Gardel. La letra de "La Violeta" la escribí en un mesón antiguo de este Buenos Aires, comiendo con Cátulo Castillo, por una apuesta y nació al hilo, entre los espaguetis y el vino.

Primeramente lo grabó Maida y luego Gardel; para mí es un motivo de orgullo personal esta distinción sin igual. Fue Cátulo quien se encargó de hacerlo grabar".

Durante las décadas del 40 y del 50 se mostró coincidente con el peronismo. Luego, tras la instauración de la dictadura autodenominada Revolución Libertadora fue proscripto durante el régimen de Pedro Eugenio Aramburu y perseguido por sus ideas políticas junto con otros poetas y escritores como Leopoldo Marechal, Fermín Chávez, Arturo Jauretche, Zoilo Laguna, María Granata, Homero Manzi, etc. Se prohibió la lectura de sus libros en escuelas y se decretó la quema de sus obras.
Fue durante esa misma época (más precisamente en 1957) en que el escritor y ensayista argentino Bernardo Koremblit le dedicó una obra en la cual repasa y analiza el legado de Olivari a la literatura argentina, el libro se llamó "Nicolas Olivari, poeta unicaule: Un ensayo sobre la originalidad".
En 1962 fue uno de los miembros fundadores de la Academia Porteña del Lunfardo, institución de la que formó parte hasta el día de su muerte.